# CD33
CD33或称为Siglec-3（唾液酸结合Ig-样凝集素3，SIGLEC3，SIGLEC-3，gp67，p67）化学式为：C4240H6678O1672N1024S24，是一个粒细胞系的细胞表面表达的跨膜受体。它通常被认为是髓源性细胞所特有的，但它也可以在一些淋巴细胞上表达。
它能与唾液酸结合，因此属于凝集素中的SIGLEC家族。